# 戸谷由麻
戸谷由麻（とたに ゆま、1972年？- ）は、日本出身でアメリカ合衆国で活動する日本史学者、ハワイ大学教授。

## 人物・来歴
東京生まれ。1995年国際基督教大学卒、1997年ロンドン大学大学院修士課程修了、2005年カリフォルニア大学バークレー校で博士号取得（歴史学専攻）。ハーヴァード大学エドウィン・O・ライシャワー日本研究所のポストドクトラル・フェローを経て、ネヴァダ大学ラスヴェガス校の歴史学部助教授。2008年からハワイ大学マノア校の歴史学部で教え、准教授、教授。スタンフォード大学フーバー研究所客員研究員。

## 著書
- 『東京裁判 第二次大戦後の法と正義の追求』みすず書房、2008、新版2018
- 『不確かな正義 BC級戦犯裁判の軌跡』岩波書店、2015

共著
- 『東京裁判「神話」の解体 パル、レーリンク、ウェブ三判事の相克』デイヴィッド・コーエン共著、ちくま新書、2018
- 『実証研究 東京裁判　被告の責任はいかに問われたか』デイヴィッド・コーエン共著、筑摩選書、2023